# Kenko
Pour les articles homonymes, voir Kenko (homonymie).
Kenko est une société japonaise de matériel photographique, connue pour ses multiplicateurs de focale et ses filtres.
Le 22 juin 2011, Tokina annonce sa fusion avec la société Kenko

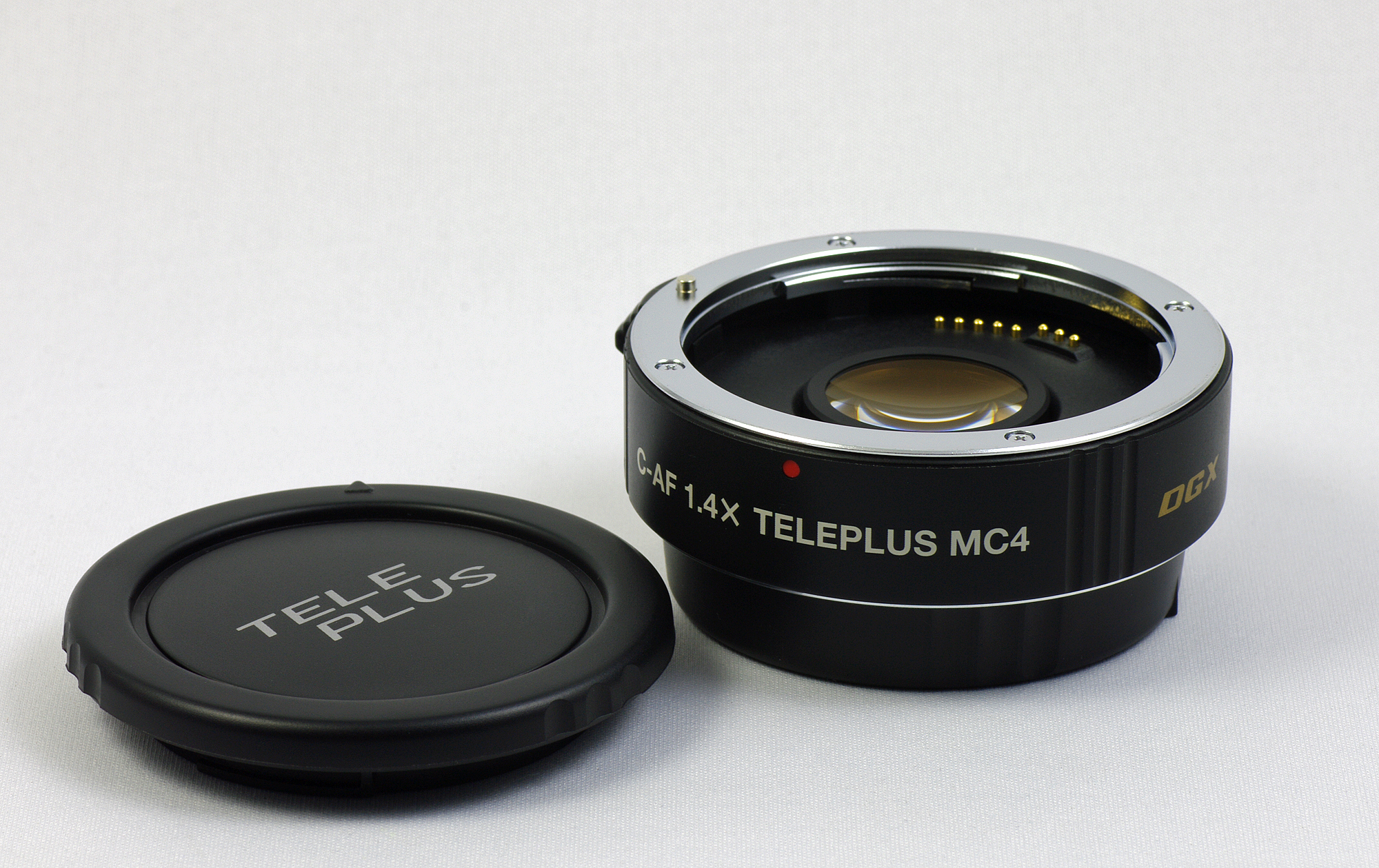
Multiplicateur de focale Kenko 1.4× Teleplus MC4 DGX